# Българо-гръцки погранични сблъсъци (1948 – 1953)
Българо-гръцките погранични сблъсъци (1948 – 1953) са серия престрелки с българските гранични постове по южната граница на България.

## История на конфликта
Още през 1946 г. започват гръцки навлизания в българска територия и престрелки с български граничари. Напрежението се фокусира основно в долното течение на река Марица – при точката, в която се събират гръцката, българката и турската граница, край селата Капитан Андреево и Генералово. Гърция проявява аспирации към 39-те острова в реката. Демонстрира особено настоятелни претенции към големия Източен остров, с площ от 180 дка, само на 600 метра югозападно от село Капитан Андреево, и към Горния остров, с площ от 70 дка, срещу село Генералово.
На 4 април 1948 г. гръцки въоръжени сили навлизат с масирано нападение на българска територия и заемат Горния остров, избивайки българските войници от граничния наряд: младши сержант Иван Миладинов Иванов – старши на наряда, и редниците Кирил Богданов Христов и Иван Петров Панев, като изхвърлят телата на граничарите в реката. С бърза контраатака, само със силите на Гранични войски противникът е изтласкан обратно и суверенитетът върху острова е възстановен.
На 11 април 1948 г. районът отново е нападнат. При гръцкото нападение е ранен тежко българският граничар редник Михаил Георгиев Михайлов, който след 3 дни умира от получените в боя с гърците рани.
В 1952 г. Гърция става член на НАТО и набира още смелост за нападения по южната българска граница. През цялата година островите са подложени на обстрел от страна на гръцката армия.
На 26 юли 1952 г. срещу Източния остров започва гръцка атака от 15 – 20 жандармеристи. Атаката е посрещната от само 1 български граничен наряд от 3 граничари. Старши на наряда е редник Цветан Атанасов Петков, заедно с редниците Давидов и Петков. Гръцката жандармерийска част е отблъсната, но в престрелката е ранен единият от българските граничари.
През нощта на 26 срещу 27 юли 1952 г. отново двата големи острова – Източният и Горният, са атакувани от няколко десетки гръцки жандармеристи, командвани от офицер и въоръжени с леки картечници. Двата български острова са охранявани само от 2 усилени гранични наряда, в състави от по 5 български граничари. Старши на наряда на Източния остров е младши сержант Боню Иванов Бонев, заедно с редник Костадин Г. Костов, а младши сержант Иван Цветков Иванов е старши на наряда от Горния остров. Първи е атакуван от гърците Източният остров. Група от 30 – 35 гръцки жандармеристи е пропусната от българския наряд, след което и с точен огън българските граничари убиват няколко от жандармеристите. Старшият на наряда Боню Бонев забелязва, че зад основната група се движи командващият гръцки офицер заедно с още няколко от жандармеристите, носещи картечница. Бонев поразява офицера, а редник Иван Цанков – картечаря и гръцката част отстъпва. Противникът се прегрупира, открива огън с няколко картечници, атакува Горния остров и отново навлиза на българска територия. Тук численото превъзходство на гърците е сразено от точния кръстосан огън на двата български усилени наряда. Атаката става масирана, като стрелба е открита по всички околни острови. Тогава към мястото на основната атака е поведен бойният резерв на заставата, командван от лейтенант Йордан Райчев. Противникът е отблъснат, като изоставя на наша територия убитите офицер и жандармеристи, оръжие и боеприпаси.
До 16 август 1952 г. гърците продължават да обстрелват провокативно българските гранични наряди.
Боню Иванов Бонев, проявил изключително хладнокръвие и героизъм по време на сражението от 27 юли 1952 г., е произведен в звание младши лейтенант, награден е с кръст за храброст и му е присвоено званието „Герой на Граничните войски по охрана на държавните граници на Н. Р. България“.

## Резултати
С решителните си действия българските граничари нанасят сериозни поражения и пречупват за дълго желанието за атака на гръцката страна. Командващи на операциите в това направление, от българска страна, са майор Тотляков и капитан Вълков.
През декември 1954 г., под егидата на ООН, е съставена смесена комисия, картографирането на реката е уточнено, като е подписан двустранен протокол, с който линията на държавната граница е определена по талвега на река Марица. Всички острови, към които гърците са предявявали претенции, остават български.

## Памет за битките
На въоръжения конфликт и героизма на българските граничари е посветен игралният филм „Наша земя“ – сценарист Веселин Ханчев, режисьор Стефан Сърчаджиев, в ролите: Апостол Карамитев, Георги Георгиев – Гец, Любомир Кабакчиев, Георги Калоянчев, Милка Янакиева, Йосиф Сърчаджиев и др.
В центъра на село Генералово има издигнат паметник на граничарите, загинали по време на тези сражения.